# Pauridiantha afzelii
Pauridiantha afzelii är en måreväxtart som först beskrevs av William Philip Hiern, och fick sitt nu gällande namn av Cornelis Eliza Bertus Bremekamp. Pauridiantha afzelii ingår i släktet Pauridiantha och familjen måreväxter. Inga underarter finns listade i Catalogue of Life.